# Newcastle (Oklahoma)
Newcastle é uma cidade localizada no estado norte-americano de Oklahoma, no Condado de McClain.

## Demografia
Segundo o censo norte-americano de 2000, a sua população era de 5434 habitantes.
Em 2006, foi estimada uma população de 6688, um aumento de 1254 (23.1%).

## Geografia
De acordo com o United States Census Bureau tem uma área de
137,1 km², dos quais 128,9 km² cobertos por terra e 8,2 km² cobertos por água. Newcastle localiza-se a aproximadamente 364 m acima do nível do mar.

## Localidades na vizinhança
O diagrama seguinte representa as localidades num raio de 16 km ao redor de Newcastle.